# Елси Силвър
Елси Силвър (на английски: Elsie Silver) е канадска писателка на произведения в жанра съвременен секси любовен роман.

## Биография и творчество
Елси Силвър е родена във Ванкувър, Британска Колумбия, Канада. От малка е запалена по романтичната литература.
Първият ѝ роман „Към състезанията“ от поредицата „Ранчото Златна треска“ е издаден през 2021 г. Той е любовна история на собственик привлечен от негова изкусителна служителка.
През 2022 г. е издаден първия ѝ роман „Безупречен“ от поредицата „Честнът Спрингс“. В историята Рет Итън е най-известният родео каубой в Канада и притегателен мъж за жените. Но когато се забърква в грандиозен скандал застрашаващ кариерата му, агентът му изпраща дъщеря си Самър, която да го следва неотлъчно до края на сезона. А това, въпреки ограниченията и неписаните правила, става опасно сближаване и за двамата.
Елси Силвър живее със семейството си край Ванкувър.

## Произведения

### Самостоятелни романи
- When Mr. Arrogant Marries Ms. Stubborn (2023)[1]
- Wild Love (2024)

### Поредица „Ранчо Златна треска“ (Gold Rush Ranch)
1. Off to the Races (2021)[1][2][3]
2. A Photo Finish (2021)
3. The Front Runner (2021)
4. A False Start (2022)

### Поредица „Честнът Спрингс“ (Chestnut Springs)
1. Flawless (2022)[1][2][3]
Безупречен, изд.: ИК „Хермес“, Пловдив (2023), прев. Стоянка Карачанова
2. Heartless (2022)
3. Powerless (2023)
4. Reckless (2023)
5. Hopeless (2023)